# Hulusi Salih Pascha

Hulusi Salih Pascha

Salih Hulusi (Paşa) Kezrak (* 1864 in Konstantinopel; † 1939 ebenda) war ein osmanischer Staatsmann, der unter Sultan Mehmet Vahdettin und der Besetzung Istanbuls zwischen dem 8. März und dem 5. April 1920 für 28 Tage Großwesir war.
Er wurde 1864 in Istanbul geboren. Er schloss die Militärschule mit dem Rang eines Stabshauptmannes ab. 1919 war er Marineminister in den Regierungen von Damat Ferid Pascha und Ali Rıza Pascha. Am 8. März wurde er selbst mit der Bildung einer Regierung beauftragt. Kurz nach der Besetzung Konstantinopel trat er am 2. April 1920 zurück. In der nachfolgenden Regierung des Ahmed Tevfik Paschas war er wieder Marineminister. Während dieses Amtes nahm er am Bilecik-Kongress mit der Gegenregierung aus Ankara am 5. Dezember 1920 teil. Er wurde mit anderen Mitgliedern der Konstantinopler Regierung von Bilecik nach Ankara verschleppt. Er wurde nach der schriftlichen Zusicherung, dass er kein Amt mehr annehmen werde, am 7. März 1921 nach Konstantinopel zurückgeschickt. Trotzdem übernahm er einen Posten in der Konstantinopler Regierung. Wegen der Aufhebung des Sultanats im November 1922 zog er sich aus der Politik zurück. Er verstarb 1939 in Istanbul.
| Vorgänger       | Amt                                                          | Nachfolger         |
| --------------- | ------------------------------------------------------------ | ------------------ |
| Ali Rıza Pascha | Großwesir des Osmanischen Reiches 8. März 1920–2. April 1920 | Damat Ferid Pascha |

| Personendaten    | Personendaten                                  |
| ---------------- | ---------------------------------------------- |
| NAME             | Hulusi Salih Pascha                            |
| ALTERNATIVNAMEN  | Salih Hulusi Kezrak                            |
| KURZBESCHREIBUNG | osmanischer Staatsmann, Großwesir und Diplomat |
| GEBURTSDATUM     | 1864                                           |
| GEBURTSORT       | Konstantinopel                                 |
| STERBEDATUM      | 1939                                           |
| STERBEORT        | Konstantinopel                                 |